# Jaques Joachim

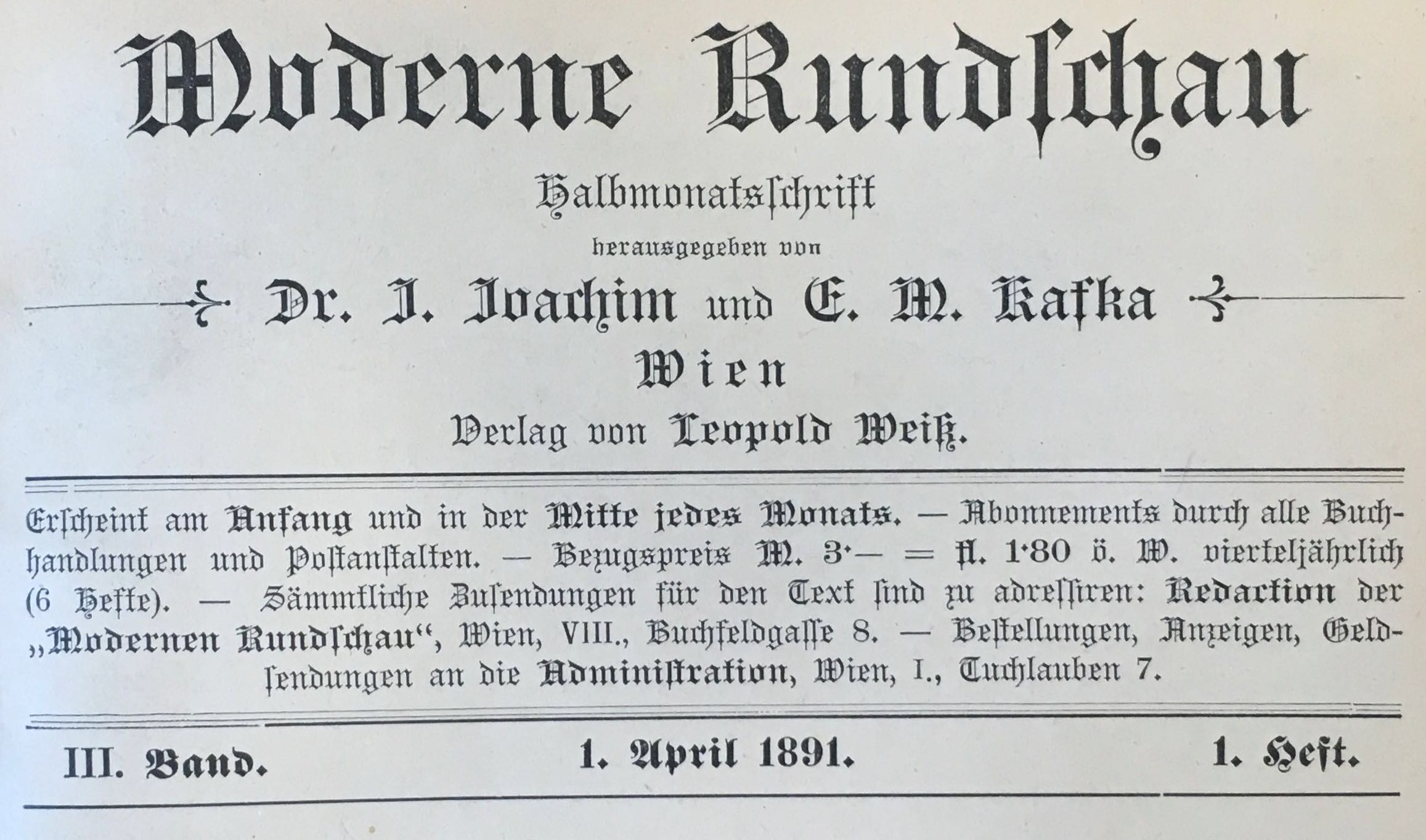
Seitenkopf des ersten Hefts der Modernen Rundschau, 1. April 1891

Jaques Joachim (auch Jacques und Johann Jakob Joachim; * 24. November 1866 in Wien; † 7. November 1925) war Soziologe, Herausgeber der Modernen Rundschau (1891) und Rechtsanwalt.

## Leben

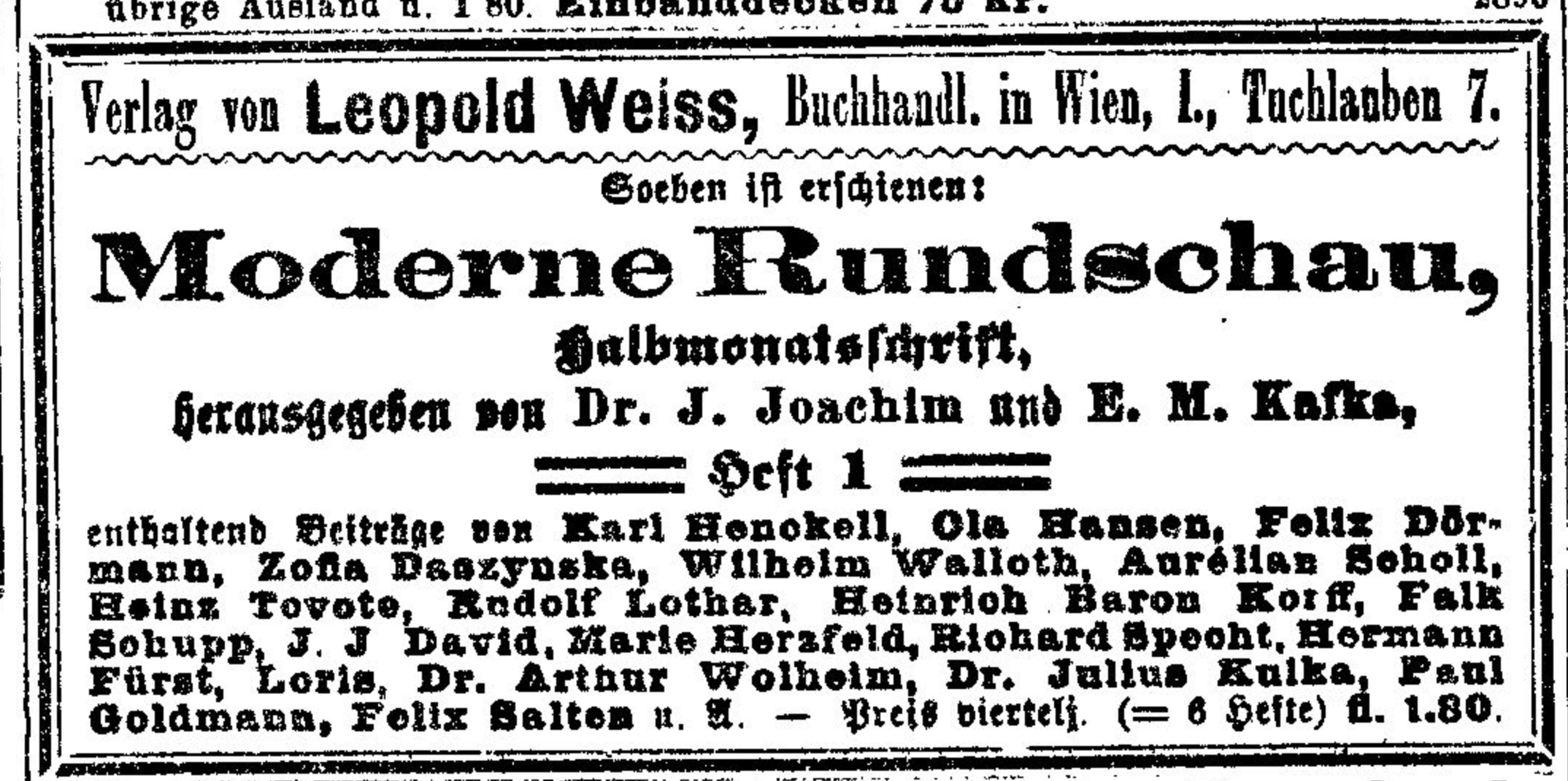
Anzeige des 1. Hefts

Geboren als Sohn von Moriz Joachim und Sophie, geb. Ehrlich (gest. 18. Dezember 1905). Er hatte mehrere Geschwister: Artur (geb. 20. August 1864), Julius (23. November 1868, Mediziner), Max (27. November 1870) sowie als Schwester Rosa (gest. 8. Februar 1927), die 1886 in Wien Carl Lichtwitz heiratete.
Er promovierte zum Dr. jur. Als Achtzehnjähriger trat er aus der jüdischen Gemeinde aus.
Ab den späten 1880er Jahren trat er publizistisch in Erscheinung. Mit dem Umzug der Modernen Dichtung aus Brünn nach Wien wurde diese auf zweimaliges Erscheinen im Monat umgestellt und zu Moderne Rundschau umbenannt. Seither fungierte Joachim neben Eduard Michael Kafka als Herausgeber. Obwohl die Zeitschrift damit insgesamt nur zwei Jahre bestand, war Joachim in den wenigen Monaten, die er daran beteiligt war, ein bedeutender Publizist für das sich gerade konstituierende Jung-Wien um Arthur Schnitzler, Hermann Bahr und Hugo von Hofmannsthal. Ende 1891 musste die Zeitschrift eingestellt werden, mehrere ausstehende Geldforderungen, die eingebracht wurden, machen deutlich, dass eine Pleite vorgefallen war. In Folge lebte er ein Jahrzehnt in Afrika und als Pflanzer in Südamerika. Mit Malaria infiziert, kehrte er zurück und war für die sozialistische Partei tätig, jedoch in seinem Beruf gesundheitlich stark eingeschränkt. Am 13. August 1904 heiratete er Rosa Haymann (geb. Wien 7. Oktober 1870). An den Spätfolgen der Malaria starb er im November 1925.